# Olan Rogers
Olan Rogers (nacido el 11 de junio de 1987) es un comediante, actor de doblaje, actor y escritor estadounidense.
Rogers comenzó su carrera en YouTube junto a dos amigos de Collierville High School y University of Memphis en el trío de comedia BalloonShop, conocidos por sus bocetos y cortos cómicos. Después de hacer la transición a su canal en solitario, Rogers subió videos de sus propios bocetos, así como historias humorísticas de su vida, cortometrajes e incluso varios cortometrajes animados. En 2015, después de lamentar su incapacidad para reunirse con los fanáticos con la frecuencia que quisiera, Olan abrió un salón llamado "The Soda Parlor" en Nashville, que ofrece juegos de arcade y varios postres.
En 2016, creó un piloto que se convirtió en el programa de televisión animado, Final Space. La serie sigue a un astronauta deshonesto llamado Gary, y a su compañero, un alienígena destructor de planetas llamado Mooncake, a quienes Rogers también expresa. Se lanzaron 10 episodios entre febrero y abril de 2018 en TBS. La serie se agregó más tarde a Netflix. Se lanzó una segunda temporada en 2019.
Su canal llegó a 1,000,000 de suscriptores el 26 de marzo de 2019.

## Filmografía

### Largometrajes
| Año  | Título          | Rol                                                      | Notas                                                      |
| ---- | --------------- | -------------------------------------------------------- | ---------------------------------------------------------- |
| 2011 | Albor nuevo     | Valavingee / Ferris / Daniels / Zak McSleuthburger / Bob | También director, escritor, productor, productor ejecutivo |
| 2016 | El Matchbreaker | Mitchel                                                  |                                                            |

### Televisión
| Año       | Título                                       | Rol                                                     | Notas                                          |
| --------- | -------------------------------------------- | ------------------------------------------------------- | ---------------------------------------------- |
| 2007–2010 | BalloonShop                                  | Él                                                      | También director                               |
| 2011      | Naranja molesta                              | Meteortron                                              | 1 episodio solo                                |
| 2014      | Tan Dreamers Hacer                           | Walt Disney                                             |                                                |
| 2015      | El hotel de Oscar para Criaturas Fantásticas | Caja mortal                                             |                                                |
| 2016–2017 | Señor Presidente de Cuerpo Estudiantil       | Señor Bayblock                                          |                                                |
| 2017      | Oreja Biscuts                                | Él mismo                                                | 1 episodio solo                                |
| 2018      | Conan                                        | Él mismo                                                | 1 episodio solo                                |
| 2018–2021 | Final Space                                  | Gary Goodspeed / Mooncake / Tribore / Voces Adicionales | También creador, director, productor ejecutivo |